# 13128 Aleppo
13128 Aleppo eller 1994 PS28 är en asteroid i huvudbältet som upptäcktes den 12 augusti 1994 av den belgiske astronomen Eric W. Elst vid La Silla-observatoriet. Den är uppkallad efter staden Aleppo.